# Sonic CD
 (octobre 2009).
Si vous disposez d'ouvrages ou d'articles de référence ou si vous connaissez des sites web de qualité traitant du thème abordé ici, merci de compléter l'article en donnant les références utiles à sa vérifiabilité et en les liant à la section « Notes et références ».
Sonic CD, ou Sonic the Hedgehog CD (ソニック・ザ・ヘッジホッグ CD) au Japon, est un jeu vidéo de plates-formes développé par Sonic Team et sorti en 1993 sur Mega-CD. La Sonic Team propose ici un concept de voyage dans le temps, ce qui fait que le joueur peut retourner dans le passé pour changer l'avenir, et découvrir une zone future cachée.
On retrouve ce jeu dans Sonic Gems Collection, sorti début octobre 2005 sur GameCube et PlayStation 2, et sur iOS, Android, PlayStation Network et Xbox Live depuis décembre 2011.

## Histoire
Dans ce jeu, Sonic doit parcourir la petite planète (little planet). Le Dr Eggman (Robotnik) a envahi celle-ci en vue de prendre le contrôle des Time Stones qui lui donneraient le pouvoir du voyage dans le temps. Afin de ralentir Sonic, il envoie le Metal Sonic enlever Amy Rose. Sonic doit à la fois sauver la petite planète et Amy.

## Système de jeu
Le joueur est aux commandes de Sonic. Il traverse les sept niveaux de trois actes, chacun parsemé d'anneaux. En touchant les mâts Past (passé) ou Future (futur), il peut voyager dans le temps pour revenir dans le passé ou aller dans le futur. Il peut récupérer une Time Stone à la fin de l'acte 1 ou 2 de chaque niveau en ramassant 50 anneaux et en sautant dans l'anneau géant à la fin du niveau. Il atteint alors un Special Stage (étape spéciale) où il peut obtenir une Time Stone pour obtenir la bonne fin.
Le gameplay est identique à Sonic the Hedgehog hormis l'ajout de la possibilité d'accélération.Mais il peut aussi avoir la bonne fin en détruisant les générateur cacher dans le passé de chaque act de chaque niveaux

### Niveaux
Sonic CD contient 7 zones, chacune divisés en 3 niveaux, ainsi qu'un niveau spécial, à l'instar des autres jeux de la série. Chaque zone a un univers et un style différent, comme la première zone sur le thème des palmiers (Palmtree Panic), une zone avec des flippers (Collision Chaos), un temple aquatique (Tidal Tempest), une mine de quartz (Quartz Quadrant), un atelier (Wacky Workbench), une autoroute où se déroule une course contre Metal Sonic (Stardust Speedway) et le laboratoire du Dr Eggman (Metallic Madness).

## Musique et bande-son
Sonic CD a la particularité d'avoir deux bandes-sons totalement différentes. La première a été composée par Naofumi Hataya et Masafumi Ogata. Elle ne peut être entendue que sur les versions japonaise et européenne du jeu, avec les chansons Sonic - You Can Do Anything (alias Toot Toot Sonic Warrior) et Cosmic Eternity - Believe In Yourself interprétées par Keiko Utoku. L'autre bande-son a été composée, a posteriori, par Spencer N. Nilsen pour la version américaine de Sonic CD, avec les chansons comme Sonic Boom. On retrouve cette dernière dans la version PC du jeu, ainsi que dans celle incluse dans la compilation Sonic Gems Collection. À noter que la ré-édition PC de 2011 propose, dans les options du jeu, le choix entre les musiques américaine et japonaise. 
En ce qui concerne les bruitages du jeu, ils se rapprochent plus de ceux de Chaotix que de ceux des Sonic de la Mega Drive. Particularité de Sonic CD, des voix digitalisées sont présentes. C'est la deuxième fois que Sonic parle dans un jeu (après Sega Sonic the Hedgehog).

## Équipe de développement
- Producteur exécutif : Hayao Nakayama
- Produit par : Minoru Kanari, Makoto Oshitani
- Réalisateur : Naoto Ōshima (Bigisland)
- Réalisateur du programme : Keiichi Yamamoto
- Art Director : Hiroyuki Kawaguchi
- Réalisateur son : Yukifumi Makino
- Game Designers : Hiroaki Chino (TINON), Kenichi Ono (AX), Yuichiro Yokoyama, Takao Miyoshi, Akira Noshino
- Character Designer, Kazuyuki Hoshino
- Landscape Designers : Hiroyuki Kawaguchi (HIRO.K), Takumi Miyake, Masahiro Sanpei, Masato Nishimura, Hideaki Kurata
- Special Stage Designers : Kazuyuki Hoshino, Judy Totoya
- Special Stage Programmer : Keiichi Yamamoto
- Programmeurs : Yuichi Matsuoka, Hiroshi Takei, Tatsuya Satoh (HIC), Noritaka Yakita (HIC)

### Équipe d'animation
- Producteurs : Yasuo Yamaguchi, Mutsumi Kido
- Chief Key Animator : Hisashi Eguchi (Studio Junio)
- Art Director : Shinzou Yuki
- Réalisateur : Yukio Kaizawa, Ryo Watabe